# 岳石文化
岳石文化是中国黄河下游地区的新石器时代文化，得名于山东平度东岳石遗址。岳石文化晚于山东龙山文化而早于商代二里冈上层文化，年代大约在公元前1900～前1600年间，属于城邦国家发展时期。
岳石文化的分布范围比较明确，以泰沂山为中心，北起鲁北冀中及辽东半岛南端，向南越过淮河，西自山东省最西部、河南省的兰考、杞县、淮阳一线，东至黄海之滨。
牟平照格庄遗址出土的青铜锥以及泗水尹家城遗址的青铜镞说明岳石文化已进入青铜时代。

## 发现
从岳石文化遗存的发现到对其认识和命名，经历了一个比较长的时期，实际上，岳石文化是和龙山文化同时发现的。1959年修淄阳水库时，在大泽山东岳石村附近岸边发现东岳石遗址。考古工作者在此发掘出大量的石器、陶器、骨器和蚌器，经考证为东夷部落创造的一种古老文化。岳石文化是山东省境内继“龙山文化”（1930年在章丘龙山发现）、“大汶口文化”（1959年在宁阳大汶口发现）两种最重要的考古“文化”之后的又一次具有划时代意义的考古发现。

## 遗址
岳石文化的研究始于70年代末期，在此以后，随着人们追寻龙山文化去向问题的展开，有关岳石文化的发掘工作迅速增多，规模也不断扩大。
岳石文化所发现的遗址数量不如龙山文化多，经过发掘的有30余处。其中比较重要的有山东省的平度东岳石、菏泽安邱堌堆和河南省的杞县鹿台岗等。
目前经过发掘的遗址主要有：
- 平度东岳石遗址
- 牟平照各庄遗址
- 青州郝家庄遗址
- 章丘王推官庄遗址
- 泗水尹家城遗址
- 菏泽安邱堌堆遗址
- 杞县鹿台岗遗址

## 文化特征

### 基本特征
古朴典雅、厚重使用是岳石文化陶器的主要风格，而夹砂陶草率粗糙，泥制陶古朴精致，两者反差甚大，又是岳石文化陶器的重要特征，推测两者是出自不同作坊的产品。其他诸如盛行子母口、凸棱、唇边外凸或叠唇、器物转折圆钝以及器底周缘外凸的作风，均构成岳石文化区别于其他文化的特征与风格。

### 分期
主要根据尹家城、安邱堌堆、照格庄和丁公等遗址的资料，将岳石文化划分为四期。

### 典型陶器的演化
- 甗，岳石文化的主要炊器，数量甚多，已发现者多为腰以下部分，完整者甚少；
- 子母口罐，此类器型在岳石文化中数量不多，特征鲜明，并与龙山文化同类器的传承关系较为清楚；
- 平底尊，是岳石文化指征性器类之一，可分三式；
- 平底盒，均为泥质陶，高子口，折腹处突棱外伸，可分为3式；
- 蘑菇纽器盖，是岳石文化的指征性器类之一，造型特征为顶部有空心或实心蘑菇形纽，子母口，可分为3式。

### 年代
大约在距今3950～3500年之间。其上限有可能延伸到距今4000年，个别地区的下限有可能还会稍晚一些。

## 地方类型
- 照格庄类型：其分布区域以胶莱河以东的胶东半岛为主，包括周围沿海岛屿。
- 郝家庄类型：分布区域以弥河和潍河流域为主，东可抵胶莱平原西部，向南进入沂山北麓一带，西到淄河流域。
- 土城类型：以沂河、沭河中上游地区为主，并且包括日照、赣榆等东部沿海地区在内的沂蒙地区。
- 王推官类型：分布于岱北地区，东起孝妇河流域，西到聊城西部，北界可能已抵冀东南一带。
- 尹家城类型：包括岱南的汶河和泗河中上游地区，西界约在京杭大运河两岸一带。
- 安邱堌堆类型：主要分布在鲁西南、豫东和皖北地区，与龙山文化王油坊类型的分布区域基本一致，两者之间有继承发展关系。

## 社会经济
- 农业：岳石文化农业生产的发展，主要表现在农具的改进创新和农具在全部工具中比例的上升两方面。
- 冶金业：青铜冶铸业是岳石文化时期成就最突出的手工业部门，此时已进入早期青铜时代。
- 建筑业：岳石文化的建筑技术水平，首先体现在城市建设方面；房屋建筑技术主要是继承了龙山文化的传统。

夏代，海岱地区的经济比龙山文化时期进一步发展了。从岳石文化的遗存来看，生产工具中主要是用石、骨、角、蚌制作的农具，也出土了少量青铜锥形器。在梁山青堌堆的岳石文化遗存中，发现了石制的斧、刀、铲、锤等；骨器有镞、凿、锥、针；角器有镞、锥和带倒刺的鱼镖；蚌器有镞与镰。此外，还有一些陶纺轮和网坠。青堌堆遗址还出土了不少淡水厚壳蚌和一些鹿角。从上述生产工具和动物遗骸，可以看出采集与渔猎经济在氏族的经济生活中仍占有一定地位。
岳石文化的制陶技术比起龙山文化时期的鼎盛阶段，种类和器形都有较大变化，显出明显的衰落。大多数陶器为泥质灰胎黑皮陶和夹砂红褐陶。泥质陶的胎壁厚，种类少，不过都采取了先进的轮制方法，火候也比较高，普遍饰有凸棱数周而形成独特的风格。这一时期的陶器主要有尊、子母口罐、三足簋、圈足簋、豆、盂、鼎、盆、杯及大量蘑菇状钮的器盖。一些泥质陶器上还绘有朱色图案，也有用红、白、黄多彩兼施的云纹彩绘陶。夹砂的红褐陶器表面抹光，有敞口的大型罐和盆，还发现了袋足肥大的陶鬶，这些陶器的颈、腰、裆部常有附加堆纹。上述因素均不见于典型龙山文化，而与中原的夏代文化有一定关系。在大汶口文化和龙山文化中十分盛行的鬶，至岳石文化时期已很少见到了。
河南龙山文化晚期阶段，已进入夏代统治时期。豫东龙山文化的造律台类型，与鲁西平原的梁山青堌堆等岳石文化遗址所反映的面貌是一致的，说明夏代二里頭文化迅速东进，其中主要是商部落势力向东的发展。受到商部落的排挤，岳石文化的一些氏族向淮河一带迁徙，在涡河、浍河、沱河、唐河的上游与那里的氏族相融合，成为商代的淮夷；还有一些氏族继续南下，在南京、镇江一带发展成后来的“湖熟文化”。泰山、沂蒙山以东则继续发展着岳石文化。
淮夷的形成与发展，与岳石文化一些氏族南下有关，也与原在豫东地区的有虞氏向东南迁移有一定关系。这种大规模的迁移，一方面是因为中原和山东两地新石器时代末期诸部落集团的矛盾冲突，另一方面受到黄河中下游及淮河流域的巨大洪水灾患的直接影响。安徽省淮北地区的宿县、淮北、蚌埠一带，发现了从新石器时代到商周时期的50多处古遗址，从这些遗址的面貌可以看出，当中原夏王朝的势力抵达宿县以西地区时，宿县以东尚属东夷部落的岳石文化势力范围。夏王朝确立政治统治地位不久，在豫东一带活动的有虞氏即举族向东南迁移，并定居在江淮间的洪泽湖、高邮湖一带，他们与陆续到达这一地区的岳石文化诸氏族汇聚，并与当地土著居民结合，成为淮夷。
与皖北交界的河南省鹿邑县栾台遗址，是一处历经仰韶文化、龙山文化、夏代、商代、西周直至战国初期的聚落。从这个堆积厚达8米的重要遗址中，可以看出中原文化和山东古文化互相影响、势力消长的情况。遗址的堆积从最深处往上，底下第一层堆积属于大汶口文化晚期，出土了鲁西平原常见的陶鼎、鬶、盉、壶、罐、高柄杯等；往上第二期遗存，早期阶段的陶器尚有大汶口文化的基本面貌，演变发展关系清楚，但晚期阶段则增加了中原文化的因素，整体面貌与豫东龙山文化的造律台——王油坊类型较为一致；第三期又为岳石文化所影响，成为夏王朝时期东夷的属地；第四期的出土遗物则完全变成了商代的风格。这个遗址，正是中原与东夷交往与征战的缩影。
中原夏王朝与岳石文化的这种交往，在淮河流域有广泛的影响，淮河南岸的城东湖、瓦埠湖一带，也分布着类似栾台遗址文化面貌的一些遗址，其中霍丘县城南的红墩寺夏代文化堆积中，既有中原二里头文化的陶器，又有岳石文化的明显因素，表明不同文化的交流与融合。
岳石文化对江淮中部的影响南界便是在江淮分水岭南侧一带，即六安—合肥
—全椒一线。
淮河流域的夏代文化遗存，其复杂的内涵深刻地表现出夏代正处于新的社会结构正在建立与完善，新的生产力正在形成与发展的历史时期。不同文化的交流与融合，十分有利于农业和手工业生产技术的交流与推广，极大地促进了各地经济的发展。这种交流与融合，自人类社会开始时起就已存在，随着社会的进步与历史的发展，越来越显示出其积极的作用。

## 社会性质
从大的方面看，社会形态仍然是龙山文化时期社会形态的延续，即属于城邦国家的发展时期，以家族所有制为主体的生产关系日益巩固，建立在家族基础之上的分散王权得到普遍加强和发展，军事力量不断扩大，以青铜器为代表的新生产力的出现，暗示着新的生产关系正在酝酿之中。

## 与同时期相邻诸文化的关系
- 与双砣子二期文化的关系：包括了三种文化因素，即当地土著文化、对当地龙山文化因素的继承和来自胶东的岳石文化因素。
- 与夏家店下层文化的关系：是一支分布于辽西、内蒙古东南部和京津冀北地区的早期青铜文化，其时代约当夏代和早商，约略和岳石文化的时代相当。
- 与二里头文化的关系：以岳石文化对二里头文化的影响为主，典型的岳石文化因素不仅深入到二里头文化分布区的腹地，并且在墓葬内出现，当有深层上的原因。相反，二里头文化对岳石文化的影响，在地域仅限于豫东一带，似未进入鲁中南等岳石文化腹地，在影响趋向上处于次要地位。
- 关于郑州南关外下层遗存：1955年，在郑州旧城南关发掘了一处包含有战国和商代文化的遗址。其中商代地层又分为上、中、下三层，上、中层分别与二里冈上、下层相当，下层则是一种时代较早的新类型。
- 与湖熟文化的关系：岳石文化和湖熟文化有诸多相似之处，两者之间的传播与影响也显而易见。湖熟文化中的岳石文化因素比较明显，在岳石文化中，也有少量湖熟文化的因素。以岳石文化对湖熟文化的影响为主。

## 参看
- 大汶口文化
- 龙山文化
- 东夷
- 中国新石器文化列表